# Mussaenda griffithii
Mussaenda griffithii är en måreväxtart som beskrevs av Robert Wight och Joseph Dalton Hooker. Mussaenda griffithii ingår i släktet Mussaenda och familjen måreväxter. Inga underarter finns listade i Catalogue of Life.